# Iwan Alexandrowitsch Ignatjew
Iwan Alexandrowitsch Ignatjew (russisch Иван Александрович Игнатьев; engl. Transkription: Ivan Aleksandrovich Ignatyev; * 6. Januar 1999 in Atschinsk) ist ein russischer Fußballspieler, der seit dem Sommer 2024 beim armenischen Erstligisten FC Urartu Jerewan unter Vertrag steht. 

## Karriere

### Verein
Der in Atschinsk geborene Iwan Ignatjew begann beim lokalen TF Atschinsk mit dem Fußballspielen und im Januar 2012 wechselte er in die Jugendabteilung des FK Krasnodar. In der Saison 2015/16 spielte er erstmals in der Reservemannschaft FK Krasnodar-2, war in den folgenden Jahren aber meist nur in der U20-Mannschaft im Einsatz. Dort wurde er in der Spielzeit 2016/17 mit 21 Saisontoren Torschützenkönig.
Am 27. Juli 2017 debütierte er beim 2:1-Heimsieg im Qualifikationsspiel zur UEFA Europa League gegen den Lyngby BK in der ersten Mannschaft, wurde jedoch bereits zur Halbzeitpause für Cristian Ramírez ausgewechselt. Am 10. August 2017 (5. Spieltag) bestritt er beim 3:2-Auswärtssieg gegen Achmat Grosny sein erstes Spiel in der höchsten russischen Spielklasse und erzielte in der 92. Spielminute den entscheidenden Siegtreffer. Der Durchbruch gelang ihm in dieser Saison in der UEFA Youth League, als er in zwei Kantersiegen gegen die U19-Mannschaften von Kairat Almaty und Honvéd Budapest insgesamt neun Tore erzielen konnte. Insgesamt gelangen ihm in diesem Wettbewerb zehn Treffer, womit er zum Torschützenkönig des Turniers wurde. In der U20-Premjer-Liga zeigte er mit 19 Toren und sieben Vorlagen hervorragende Leistungen und wurde wieder zum Torschützenkönig, während er in sechs Pflichtspielen der ersten Mannschaft zum Einsatz kam, in denen er drei Treffer markieren konnte.
In der folgenden Spielzeit 2018/19 etablierte er sich als Stammspieler in der ersten Mannschaft. Die Saison beendete er mit sieben Toren und drei Vorlagen, welche er in 20 Ligaspielen sammeln konnte. Am 27. Juli 2019 (3. Spieltag) gelang ihm beim 3:0-Heimsieg gegen den FK Sotschi ein Doppelpack. Der Durchbruch als Torschütze gelang ihm in dieser Saison jedoch nicht, er traf nur vier Mal in 13 Ligaspielen und aufgrund einer Verletzung verpasste er ab Mitte September 2019 eineinhalb Monate.
Am 28. Dezember 2019 wurde sein Wechsel zum Ligakonkurrenten Rubin Kasan bekanntgegeben, der eine Ablösesumme in Höhe von sieben Millionen Euro bezahlte und ihm mit einem Viereinhalbjahresvertrag ausstattete. Sein Debüt bestritt er am 1. März 2020 (20. Spieltag) beim 0:0-Unentschieden gegen den FK Tambow. Sein erstes Tor erzielte er am letzten Spieltag der Spielzeit 2019/20 bei der 1:2-Heimniederlage gegen Spartak Moskau. Die Saison beendete er mit fünf Toren und zwei Vorlagen, welche er in 24 Ligaspielen für beide Mannschaften sammeln konnte.
Am 1. Juli 2023 verließ er Lok wieder und schloss sich dem Ligarivalen FK Sotschi an. Doch schon in der folgenden Winterpause wechselte er zum FK Železničar Pančevo nach Serbien in die SuperLiga und seit dem Sommer 2024 steht Ignatjev nun beim armenischen Erstligisten FC Urartu Jerewan unter Vertrag. 

### Nationalmannschaft
Im März 2014 bestritt Iwan Ignatjew zwei Länderspiele für die russische U15-Nationalmannschaft, in denen er einen Torerfolg verbuchen konnte. Zwischen August 2014 bis Juni 2015 erzielte er in sechs Spielen für die U16 zwei Treffer. Anschließend war er bis März 2016 in acht Spielen der U17 im Einsatz, in denen er drei Tore markieren konnte.
Von August 2016 bis April 2017 erzielte er in 13 Länderspielen der U18 ebenso viele Tore, darunter einen Viererpack beim 4:1-Testspielsieg gegen Tschechien. Im September und November 2017 absolvierte er drei Länderspiele für die U19, in denen er vier Tore machte. Von 2017 bis 202 war er insgesamt 12 Mal für die U21 im Einsatz und erzielte dabei einen Treffer.

## Erfolge

### Verein
Rubin Kasan U20
- Russischer U20-Meister: 2017/18

### Individuelle Erfolge
- Torschützenkönig der UEFA Youth League: 2017/18
- Torschützenkönig der U20-Premjer-Liga: 2016/17, 2017/18